# RSA
En criptografia, l'RSA és un algorisme de xifratge de clau pública. Fou el primer algorisme conegut útil per signar i també per a xifrar, i un dels primers en la criptografia de clau pública. L'RSA encara s'empra en protocols de comerç electrònic, i es considera segur si s'empren claus prou llargues.

## Història de l'RSA
L'algorisme fou descrit el 1977 per Ron Rivest, Adi Shamir i Len Adleman a l'Institut de Tecnologia de Massachusetts. Les lletres RSA corresponen a les inicials dels seus cognoms.
Clifford Cocks, un matemàtic anglès que treballa pel GCHQ, va descriure un sistema equivalent en un document intern el 1973. A causa del cost relativament alt dels ordinadors necessaris per implementar-lo en aquell temps va ser considerat com una curiositat, i no es va desenvolupar. La seva descoberta, tot i això, no es va saber fins al 1997, per culpa de la seva classificació de secreta.
L'algorisme va ser patentat per l'Institut de Tecnologia de Massachusetts el 1983 als Estats Units d'Amèrica. Aquesta patent expirà el 21 de setembre del 2000.

## Operativa

### Generació de claus
Suposeu que una usuària, l'Alice, desitja que un altre usuari, en Bob, li enviï un missatge privat a través d'un mitjà de transmissió no segur. Alice fa les següents passes per generar una clau pública i una clau privada:
1. Tria dos nombres primers grans p i q diferents de forma aleatòria i independents l'un de l'altre.
2. Calcula el seu producte n = pq.
3. Calcula el valor de la Funció fi d'Euler φ(n) = (p − 1)(q − 1).
4. Tria un nombre enter e amb 1 < e < φ(n) que sigui coprimer amb φ(n).
5. Calcula d tal que {\displaystyle de\equiv 1{\pmod {\varphi (n)}}}. És a dir {\displaystyle de=1+k\varphi (n)} per algun k enter. d és l'invers de e mòdul φ(n).

- Els nombres primers poden ser comprovats de forma probabilística usant el Petit teorema de Fermat: {\displaystyle a^{p-1}\equiv 1{\pmod {p}}}, si p és primer i no divideix a. Comprovant amb uns quants valors a diferents, dona un bona probabilitat que p sigui primer (els nombres de Carmichael poden passar la comprovació per a tot a però són extremadament rars).
- El pas 5 es fa amb l'Algorisme d'Euclides ampliat; vegeu aritmètica modular.
- Del pas 2 PKCS#1 v2.1 usa λ = mcm(p − 1, q − 1) en lloc de φ(n) = (p − 1)(q − 1).

La clau pública consisteix en
- n, el mòdul, i
- e, l'exponent públic (algunes vegades anomenat «exponent de xifrat»).

La clau privada consisteix en
- n, el mòdul, que és públic i apareix a la clau pública, i
- d, l'exponent privat (algunes vegades anomenat «exponent de desxifrat»), que ha de romandre en secret.

Habitualment, s'emmagatzema una forma alternativa de clau privada (incloent-hi els «paràmetres TXR»):
- El parell p, q de nombres primers que generen la clau.
- El parell d mòd (p − 1), d mòd (q − 1) habitualment coneguts com a «dmp1» i «dmq1».
- (1/q) mòd p habitualment conegut com a «iqmp».

Aquesta forma permet un desxifrat i una signatura ràpids fent servir el Teorema xinès del residu (TXR). En aquesta forma, totes les parts de la clau privada han de romandre en secret.
L'Alice transmet la clau pública al Bob, i conserva en secret la clau privada. p i q són necessaris, perquè són els únics factors divisors de n, i permeten la computació de d donat e. Si p i q no s'emmagatzemen en la forma TXR de clau privada, s'han d'esborrar de manera segura amb tots els valors intermedis usats en la generació de la clau.

### Xifratge de missatges
Suposeu que en Bob desitja enviar un missatge M a l'Alice. Primer converteix M en un nombre m < n, fent servir algun protocol reversible acordat prèviament, conegut com a tècnica de farciment.
En Bob ara té m, i coneix n i e, que l'Alice ha publicat. Aleshores, calcula el text xifrat corresponent a m:
{\displaystyle c=m^{e}{\bmod {n}}}
Això es pot fer ràpidament fent servir el mètode de l'exponenciació per quadrats. Aleshores en Bob transmet c a l'Alice.

### Desxifratge de missatges
Per a llegir el missatge l'Alice calcula el text desxifrat m així
{\displaystyle m=c^{d}{\bmod {n}}}